# Rijnenburgerpolder
Het waterschap Rijnenburgerpolder was een waterschap in de gemeente Alphen aan den Rijn (voorheen Rijnwoude, daarvoor Hazerswoude) in de Nederlandse provincie Zuid-Holland. Op 6 juni 1744 werd het Smakkerspoldertje aan het waterschap toegevoegd. Dit poldertje was rond 1631 gesticht.
Het waterschap was verantwoordelijk voor de vervening, drooglegging en later de waterhuishouding in de polder. Van 1722 tot 1965 werd de polder bemalen door de molen De Rijnenburger in Hazerswoude-Rijndijk.